# 68 Draconis
68 Draconis, som är stjärnans Flamsteed-beteckning, är en ensam stjärna i den sydvästra delen av stjärnbilden Draken. Den har en skenbar magnitud på ca 5,69 och är svagt synlig för blotta ögat där ljusföroreningar ej förekommer. Baserat på parallaxmätning inom Hipparcosuppdraget på ca 21,1 mas, beräknas den befinna sig på ett avstånd på ca 159 ljusår (ca 48 parsek) från solen. Den rör sig närmare solen med en heliocentrisk radialhastighet på ca -15 km/s. Stjärnan har en relativt stor egenrörelse och förflyttar sig över himlavalvet med en hastighet av 0,150 bågsekunder per år. 

## Egenskaper
68 Draconis är en gul till vit stjärna i huvudserien av spektralklass F5 V. Den har en massa som är omkring 15 procent större än solens massa, en radie som är ca 2,9 gånger större än solens och utsänder ca 11 gånger mera energi än solen från dess fotosfär vid en effektiv temperatur på ca 6 300 K.
68 Draconis verkar ha större ljusstyrka än normalt för en medlem i dess spektralklass och är 0,73 magnitud ljusare än väntat. Detta kan tyda på att den är en dubbelstjärna med en oupplöst följeslagare.